# 張書雲
張書雲，字慰農，號卿五，廣西臨桂縣人。清朝政治人物、進士出身。
光緒二十九年（1903年），中式癸卯科三甲進士。同年闰五月，改翰林院庶吉士。散館授翰林院檢討。